# Tristan Gommendy
Tristan Gommendy (Le Chesnay (Île-de-France), 4 januari 1980) is een Frans autocoureur.

## Carrière
Gommendy reed tussen 2000 en 2002 het Franse Formule 3 kampioenschap. Tijdens het laatste jaar won hij vijf races en vertrok tien keer vanaf poleposition. Hij won dat jaar het kampioenschap. Hij won dat jaar eveneens de prestigieuze Grand Prix van Macau.  In 2004 reed hij de World Series by Nissan en een jaar later reed hij in hetzelfde kampioenschap dat dan de naam Formule Renault 3.5 Series gekregen had. Hij eindigde respectievelijk op een vijfde en vierde plaats in het kampioenschap. In 2006 reed hij een gedeeltelijk programma in de GP2 Series, zowel een vijfde plaats tijdens de hoofdrace alsook tijdens de sprintrace op het circuit de Catalunya was zijn beste resultaat. In 2007 ging hij racen in de Amerikaanse Champ Car voor PKV Racing. Zijn beste resultaat was een vierde plaats op het circuit van Assen en een poleposition op Mont-Tremblant. Hij werd twaalfde in de eindstand van het kampioenschap. In 2008 reed hij in het Superleague Formula kampioenschap voor het raceteam van FC Porto. Hij won de race op het Italiaanse Autodromo Vallelunga en werd zevende in de eindstand. In 2009 reed hij voor het tweede seizoen op rij in het Superleague Formula kampioenschap voor FC Porto. In 2010 en 2011 reed hij voor Galatasaray.